# Cloverway Inc.
Cloverway Inc. (abreviada como CWi, também divulgada como Cloverway) foi uma agência de licenciamento de mídia baseada em Long Beach, Califórnia que foi especializada em licenciamento de animações japonesas e mangás, e era melhor conhecida como sendo o escritório representante da Toei Animation para as Américas, majoritariamente distribuindo propriedades da Toei para sindicação e vídeo doméstico. Também estava agindo como um agente intermediário entre as empresas japonesas (Shueisha, Shogakukan, Nippon Animation, etc.) e empresas locais tanto no mercado dos EUA (Viz Communications, Tokyopop, Pioneer Entertainment, ADV Films, e Bandai Entertainment) e no mercado latino-americano (Televisa, TV Azteca, Cisneros, Cartoon Network, Fox Kids, PlayTV), para a distribuição de filmes ou publicação de mangás de seus conteúdos no continente, para vários canais de TV em cada país, regionalmente e pan-regionalmente bem como arranjando contratos de publicação com várias editoras de mangá em inglês, português brasileiro e espanhol.

## História
A empresa foi fundada em 1991. Em 1992, a primeira série de anime distribuída pela Cloverway para a América Latina foi a série de TV Cavaleiros do Zodíaco, transmitida pela primeira vez no México e no Brasil. Foi seguida por Sailor Moon e Dragon Ball algum tempo depois.
Em 1995, Dragon Ball foi re-dublado pela Cloverway, após a Bandai falhar em distribuir seus primeiros episódios e um filme, dublado sob o título de "Zero y el Dragón Mágico" ("Zero e o Dragão Mágico", baseado na versão Harmony Gold).
Geralmente, a Cloverway encomendava as dublagens das versões em espanhol para a empresa Intertrack [es] (até seu fechamento em 2005, mais tarde para Optimedia Productions em 2006) no México, e as versões brasileiras para Álamo [pt] (com exceções como Sailor Moon, Yu Yu Hakusho e Mirmo) em São Paulo Brasil, enquanto alguns outros trabalhos foram dublados em espanhol através de acordos da Cloverway com a Audiomaster 3000 [es] da Televisa no México. Outros acordos da Cloverway foram feitos com a International Telefilms Inc. para transmissão em sindicação de primeira execução no Chile (ETC TV e CHV) e a dublagem em espanhol gravada pela Technoworks/HispanoAmérica Doblajes [es] em Santiago. Quanto às séries de propriedade da TMS, as versões em espanhol já eram dubladas pela VDI Multimedia em Los Angeles e distribuídas anteriormente por outras empresas, mas as versões brasileiras nunca foram produzidas e a Cloverway não conseguiu um acordo para que fossem dubladas e transmitidas no Brasil. Além disso, as versões em espanhol das séries Kimba (Tezuka Productions) e Nippon Animation distribuídas pela Cloverway, foram anteriormente dubladas e licenciadas por outras empresas, então a Cloverway apenas as distribuiu e as ofereceu para reprises ou dentro de pacotes de programação de TV.
Paralelamente nos Estados Unidos, Cloverway tentou distribuir sozinha as mesmas séries que na América Latina, mas devido às regulamentações que levaram à censura das séries, delegaram licenças a distribuidores locais que gerenciavam a produção de localização, dublagem e distribuição em inglês. Entretanto, Sailor Moon S e Sailor Moon SuperS foram as duas únicas licenças cujas versões em inglês foram produzidas pela Cloverway, dubladas em associação com a Optimum Production Services no Canadá. Quanto ao mercado hispânico dos EUA, Cloverway distribuiu a série Tenchi Universe para Univision (redes Univision e Telefutura) e Dragon Ball Z para redes Telemundo.
Quando a Shueisha se tornou co-proprietária da Viz Communications em 2002 e com a subsequente fusão com a ShoPro em 2005, Cloverway acabou perdendo a representação da Shueisha (para AN e AL) e Shogakukan (para AL) para licenciamento de publicação nas Americas.
A representação da empresa da Toei Animation na América cessou, devido à decisão da Toei de começar a licenciar e distribuir diretamente desde 2004, encerrando assim os contratos com seus agentes Tokyo Business Consultants na Europa e Cloverway na América, e lançando seus próprios escritórios em 2004 (Toei Animation Europe com sede em Paris e Toei Animation Inc. com sede em Los Angeles). Em 2005, as licenças da Toei Animation arranjadas pela Cloverway foram transferidas para a Toei Animation Inc. como um requisito, deixando a Cloverway apenas com o catálogo dos outros produtores japoneses que licenciaram. Como consequência disso, houve uma cadeia de irregularidades, como a perda de fitas master de muitas séries anteriormente distribuídas pela Cloverway, sendo as versões latino-americanas as mais afetadas por essa mudança na distribuição.
Após perder o catálogo de sucesso da Toei, a Cloverway continuou representando e distribuindo animes de outras empresas japonesas, adicionando novas propriedades e vendendo a maior parte de seu novo catálogo para o Cartoon Network L.A. e outras emissoras de TV locais no Brasil e na América Hispânica. Em meados de 2006, Cloverway licenciou um bloco de programação de Anime na TV aberta intitulado "Otacraze" para a emissora brasileira PlayTV que começou a transmitir o bloco em março de 2007, incluindo as séries Ranma ½, Samurai Champloo, Trigun e Love Hina.
Em agosto de 2007, a Cloverway encerrou suas operações, atribuído principalmente a dificuldades econômicas.

## Títulos licenciados
A seguinte lista apresenta as séries de anime e live action licenciadas pela empresa:[carece de fontes?]

### Anime
- The Adventures of Tom Sawyer – Distribuidora
- Ashita no Nadja – Distribuidora e produtora das versões em espanhol e brasileira
- Betterman – Distribuidora
- Bikkuriman – Distribuidora e produtora da versão em espanhol
- Captain Tsubasa J – Distribuidora e produtora da versão em espanhol
- Sakura Card Captors – Distribuidora e produtora da versão em espanhol
  - Cardcaptor Sakura: The Sealed Card – Distribuidora e produtora das versões em espanhol e brasileira
- Cooking Master Boy – Distribuidora (Não lançado)
- Crush Gear Turbo – Distribuidora (Não lançado)[23]
- Cyber Cat Kurochan – Distribuidora e produtora da versão em espanhol
- Detective Conan – Distribuidora
- Digimon Digital Monsters – Distribuidora e produtora das versões em espanhol e brasileira
  - Digimon Digital Monsters 02 – Distribuidora e produtora das versões em espanhol e brasileira
  - Digimon Digital Monsters 3 – Distribuidora e produtora das versões em espanhol e brasileira
  - Digimon Season 4 – Distribuidora e produtora das versões em espanhol e brasileira
- DNA² – Distribuidora
- Dr. Slump – Distribuidora e produtora da versão em espanhol
  - New Dr. Slump – Distribuidora e produtora da versão em espanhol
- Dragon Ball – Distribuidora e produtora das versões em espanhol e brasileira
  - Dragon Ball Z – Distribuidora e produtora das versões em espanhol e brasileira
  - Dragon Ball GT – Distribuidora e produtora das versões em espanhol e brasileira
  - Dragon Ball: Curse of the Blood Rubies – Distribuidora e produtora da versão em espanhol
  - Dragon Ball: Sleeping Princess in Devil's Castle – Distribuidora e produtora da versão em espanhol
  - Dragon Ball: Mystical Adventure – Distribuidora e produtora da versão em espanhol
  - Dragon Ball: The Path to Power – Distribuidora e produtora da versão em espanhol
  - Dragon Ball Z: Dead Zone – Distribuidora e produtora da versão em espanhol
  - Dragon Ball Z: The World's Strongest – Distribuidora e produtora da versão em espanhol
  - Dragon Ball Z: The Tree of Might – Distribuidora e produtora da versão em espanhol
  - Dragon Ball Z: Lord Slug – Distribuidora e produtora da versão em espanhol
  - Dragon Ball Z: Cooler's Revenge – Distribuidora e produtora da versão em espanhol
  - Dragon Ball Z: Return of Cooler – Distribuidora e produtora da versão em espanhol
  - Dragon Ball Z: Super Android 13 – Distribuidora e produtora da versão em espanhol
  - Dragon Ball Z: Broly – The Legendary Super Saiyan – Distribuidora e produtora da versão em espanhol
  - Dragon Ball Z: Bojack Unbound – Distribuidora e produtora da versão em espanhol
  - Dragon Ball GT: A Hero's Legacy – Distribuidora e produtora da versão em espanhol
- Flone on the Marvelous Island (La Familia Robinson) – Distribuidora
- Full Metal Panic? Fumoffu – Distribuidora e produtora das versões em espanhol e brasileira (Licenciado para o Animax)[23]
- GeGeGe no Kitaro (versão de 1995) – Distribuidora e produtora da versão em espanhol
- GS Mikami – Distribuidora e coprodutora da versão em espanhol (Dublagem coproduzida pela Televisa [es])
- Gulliver Boy – Distribuidora e produtora da versão em espanhol
- Gundam Wing – Distribuidora e produtora das versões em espanhol e brasileira
  - Gundam Wing: Endless Waltz – Distribuidora e produtora das versões em espanhol e brasileira
- Gungrave – Distribuidora e produtoras das versões em espanhol e brasileira
- .hack//Sign – Distribuidora (Licenciado para o Animax)[23]
- Heat Guy J – Distribuidora e produtora das versões em espanhol e brasileira
- Kinnikuman (Primeira temporada) – Distribuidora e coprodutora da versão em espanhol (Dublagem coproduzida pela Telefilms [es])
- Knights of the Zodiac (Los Caballeros del Zodiaco/Os Cavaleiros do Zodíaco) – Distribuidora e produtora das versões em espanhol e brasileira
- Love Hina – Distribuidora e produtora das versões em espanhol e brasileira
- Magic Knight Rayearth – Distribuidora
- Magical Doremi – Distribuidora e produtora da versão em espanhol
  - Magical Doremi Sharp – Distribuidora e produtora da versão em espanhol
  - Magical Doremi Forte – Distribuidora (Não lançado)
- Marmalade Boy – Distribuidora e coprodutora da versão em espanhol[23] (Dublagem coproduzida pela Telefilms [es])
- Nube – Distribuidora e produtora da versão em espanhol
- Peter Pan and Wendy – Distribuidora
- Ranma ½ – Distribuidora e coprodutora da versão em espanhol (Dublagem coproduzida pela Televisa [es])
  - Ranma ½ – Distribuidora e produtora da versão brasileira
  - Ranma ½ (Primeiro filme) – Distribuidora e produtora da versão em espanhol
  - Ranma ½ (Segundo filme) – Distribuidora e produtora da versão em espanhol
- Rave Master – Distribuidora e produtora das versões em espanhol e brasileira
- Sailor Moon – Distribuidora e produtora das versões em espanhol e brasileira
  - Sailor Moon R – Distribuidora e produtora das versões em espanhol e brasileira
    - Sailor Moon R: The Movie – Distribuidora e produtora da versão em espanhol

  - Sailor Moon S – Distribuidora e produtora das versões em inglês, espanhol e brasileira
    - Sailor Moon S: The Movie – Distribuidora e produtora das versões em inglês e espanhol

  - Sailor Moon SuperS – Distribuidora e produtora das versões em inglês, espanhol e brasileira
    - Sailor Moon SuperS: The Movie – Distribuidora e produtora das versões em inglês e espanhol

  - Sailor Moon Sailor Stars – Distribuidora e produtora das versões em espanhol e brasileira
- Sally the Witch (versão de 1989) – Distribuidora e produtora da versão em espanhol
- Samurai Champloo – Distribuidora e produtora das versões em espanhol e brasileira
- Slam Dunk – Distribuidora e produtora da versão em espanhol
- Tenchi Muyo! – Distribuidora e coprodutora das versões em espanhol e brasileira (Dublagem coproduzida pela Telefilms [es])
  - Tenchi in Tokyo – Distribuidora e coprodutora da versão em espanhol (Dublagem coproduzida pela Telefilms [es])
  - Tenchi Muyo! Mihoshi Special – Distribuidora e coprodutora da versão em espanhol (Dublagem coproduzida pela Telefilms [es])
  - Tenchi Muyo! Ryo-Ohki – Distribuidora e coprodutora da versão em espanhol (Dublagem coproduzida pela Telefilms [es])
  - Tenchi Universe – Distribuidora e coprodutora da versão em espanhol (Dublagem coproduzida pela Telefilms [es])
- Tico and Friends – Distribuidora
- Trigun – Distribuidora e produtora das versões em espanhol e brasileira
- Vandread – Distribuidora (Bem como de The Second Stage)[23]
- Virtua Fighter – Distribuidora
- Yamato Takeru (Maxbot) – Distributora
- Yu Yu Hakusho: Ghost Files – Distribuidora e produtora das versões em espanhol e brasileira

### Tokusatsu japonês
- Kamen Rider Kuuga – Distribuidora e produtora da versão em espanhol (apenas os primeiros 25 episódios)
- Ultraman Tiga – Distribuidora e produtora da versão em espanhol